# Lijst van Bretonse volksdansen
Dit is een lijst met (volks)dansen die in Bretagne gedanst of gespeeld worden of vaak door Bretonse groepen of musici worden uitgevoerd.

## A
- Aéroplane
- An-dro
- Avant-deux
- Avant-quatre

## B
- Bourrée à 2 temps
- Bourrée à 3 temps
- Branle

## C
- Chaine
- Chapeloise
- Circle Circassienne
- Contrerond

## D
- Dañs Léon
- Dérobée
- Drao

## F
- Fisel

## G
- Gavotte
- Gigouillette
- Guedennes

## H
- Hanter Dro

## J
- Jabadao
- Jibidi

## K
- Kas a Barh
- Kejaj
- Kerouézée
- Kost ar c'hoat, Kost ar C'hoad

## L
- L'andouille
- Laridé 8 temps
- Loudéac

## O
- Orsay

## P
- Pachpi
- Pas d'été
- Pas de quatre
- Pas de sept
- Paskovia
- Pastourelle
- Périgourdine
- Pilé
- Piqué
- Plinn

## R
- Ridée 6 temps
- Rond
- Rondeau

## S
- Sacristain
- Stéréden

## T
- Tricot